# Satevó
Satevó är en kommun i Mexiko.   Den ligger i delstaten Chihuahua, i den nordvästra delen av landet, 1 200 km nordväst om huvudstaden Mexico City.
Följande samhällen finns i Satevó:
- San Francisco Javier de Satevó
- La Joya
- Babonoyaba
- San Onofre
- San Antonio de los Chacón